# Питер Пэн (фильм, 1924)
«Питер Пэн» (англ. Peter Pan) — американский чёрно-белый немой фильм 1924 года. Экранизация повести «Питер Пэн и Венди» (англ. Peter and Wendy) Джеймса Барри. С 1929 по 1995 год фильм был недоступен для просмотра (все копии были сильно повреждены), в 2000 году фильм был отреставрирован и включён в Национальный реестр фильмов.

## Сюжет
Питер Пэн, мальчик-который-никогда-не-стареет, в поисках своей тени прилетает в дом семьи Дарлинг. Миссис Дарлинг замечает его на мгновение в окне. Она уже не в первый раз встречает Питера: в его прошлое посещение она видела его в детской комнате и испугалась, после чего этот неизвестный ей мальчик убежал через окно, но его тень осталась в комнате. Её миссис Дарлинг спрятала в шкафчике комода. Она показывает тень мистеру Дарлингу и рассказывает о своём беспокойстве за детей, Венди, Джона и Майкла, ведь мальчик может вернуться за тенью. Затем мистер Дарлинг хитрит по отношению к Майклу и несправедливо выгоняет на улицу в будку их няню-собаку Нану. Он и миссис Дарлинг отправляются на званый вечер, но её опасения подтверждаются: Питер Пэн посещает детскую, возвращает себе тень, знакомится с детьми и, научив их летать с помощью своей своенравной подруги-феи Динь-Динь, забирает с собой в чудесную страну под названием Нетландия. Там их ждут новые друзья — Пропавшие мальчишки и индейцы. В то же время Нана срывается с цепи и бежит за хозяевами, но те прибегают поздно: детская опустела.
Хотя в Нетландии Динь-Динь первым делом обманывает Пропавших мальчишек, и один из них выстреливает из лука в Венди, девочка вновь приходит в себя живой и здоровой. Она становится для всех них мамой, в том числе и для Джона с Майклом: заботится о них, рассказывает на ночь сказки. Индейцы готовы защищать Питера и его друзей от капитана Крюка и пиратов. Капитан жаждет добраться до Питера Пэна из мести за свою отрубленную руку, хотя сам боится крокодила, съевшего руку и с тех пор непрестанно охотящегося за ним. Несмотря на чудеса Нетландии, наступает момент, когда Венди как самая старшая первой начинает скучать по дому. Она рассказывает сказку о непоколебимой материнской любви, в которой некие джентльмен и леди скучают по своим трём улетевшим в Нетландию «наследникам», и любящая мать всегда держит окно открытым, чтобы они смогли прилететь обратно в любой момент. Венди предлагает всем Пропавшим мальчикам лететь с ними обратно, обещая, что родители обязательно их усыновят и будут любить. Мальчики соглашаются, но Питер отказывается, заявляя, что ничто не способно заставить его вырасти. Когда-то и он улетел от своих родителей, чтобы всегда оставаться весёлым ребёнком и не превращаться во взрослого мужчину, однако, вернувшись из Нетландии, он обнаружил закрытое окно и другого мальчика, спящего в его кровати. Он остаётся один и ложится спать, пока все уходят с Динь-Динь, которая должна проводить их домой. Пираты сокрушают индейцев, похищают детей на свой корабль, а капитан Крюк подливает Питеру яд в его лекарство, оставленное Венди. Динь-Динь спасает Питера, после чего он отправляется спасать остальных от пиратов. В жестокой схватке все пираты погибают, в том числе и капитан Крюк, поэтому их корабль переходит во владение Питера и его друзей. На нём они плывут, а затем и летят до дома. Питер и Динь-Динь прилетают раньше других, и Питер хочет закрыть окно, чтобы Венди решила, что мама про неё забыла, и была вынуждена вернуться к нему в Нетландию. Понаблюдав за миссис Дарлинг, он понимает, что не может так поступить. В детской Венди, Джон и Майкл радостно воссоединяются с папой и мамой и упрашивают их принять Пропавших мальчишек. Родители соглашаются, и мистер Дарлинг уводит мальчишек за собой из комнаты. Миссис Дарлинг же уговаривает и Питера стать одним из её детей, но он, как и прежде, не хочет вырастать. Венди убеждена, что ему всё-таки тоже нужна мама, поэтому миссис Дарлинг соглашается отпускать её к Питеру каждую весну на неделю, чтобы помогать ему с уборкой.

### Особенности сюжета
Сюжет фильма не очень сильно отличается от оригинальной пьесы 1904 года, даже многие диалоги повторены слово в слово. В то же время в ленту добавлены сцены с ньюфаундлендом-няней Наной. Как в оригинальной пьесе и в большинстве последующих экранизаций (кроме классического мультфильма 1953 года), раскрыты чувства Венди и Питера: та любит мальчика, а он воспринимает её исключительно как «маму». Что в фильме отсутствует, так это сцена, дописанная Барри позднее, уже после постановки пьесы, в которой Питер возвращается к Венди спустя годы, а она уже стала настоящей мамой, и поэтому Питер забирает в Нетландию её дочь.

## В ролях
- Бетти Бронсон — Питер Пэн
- Эрнест Торренс — Капитан Крюк
- Мэри Брайан — Венди Дарлинг (кинодебют)
- Вирджиния Браун Фэйр — Динь-Динь
- Джек Мёрфи — Джон Дарлинг[англ.]
- Филипп Де Лэси[англ.] — Майкл Дарлинг[англ.]
- Джордж Али — Нана[англ.], ньюфаундленд
- Эстер Рэлстон — миссис Дарлинг[англ.]
- Сирил Чэдуик[англ.] — мистер Дарлинг[англ.]
- Анна Мэй Вонг — Тигровая Лилия[англ.]
- Луис Моррисон — Джентльмен Старки, пират
- Эдвард Киплинг — Сми, пират

### Пропащие мальчишки
- Морис Мёрфи — Шалун (Болтун)[англ.]
- Микки Макбэн[англ.] — Малыш (Малышка; Стирка)
- Джордж Крэйн-мл. — Задира (Кудряш; Чубик)
- Уинстон и Уэстон Доти — Близнецы (Двойняшки; Братишки)
- Теренс Макмиллан — Задавака (Кончик; Шишка)

## Премьерный показ в разных странах[1]
- США — 29 декабря 1924; 8 апреля 2001 (отреставрированная версия, только в Голливуде)
- Япония — 8 ноября 1925
- Германия — декабрь 1925
- Финляндия — 26 декабря 1925

## Факты
- В подборе актёров лично участвовал сам Джеймс Барри[2]. Роль Питера Пэна доверили актрисе Бетти Бронсон, и с этого момента на долгое время берёт начало традиция исполнения роли Питера актрисой-девушкой. Также Барри планировал сделать фильм со спецэффектами и полётами, но такие съёмки оказались слишком дорогими для того времени, поэтому полётов героев в фильме совсем немного.
- Поскольку в то время в США ещё не существовало фильмохранилищ, кинокомпании хранили большинство лент лишь до того времени, пока их прокат приносил прибыль, поэтому почти все копии картины уже к 1929 году были уничтожены. В 1995 году всё же удалось найти единственную плёнку удовлетворительного качества и начать реставрацию. Плёнку обнаружил кинореставратор Джеймс Кард, работавший в англ. George Eastman House[3], реставрацию провёл Дэвид Пирс в The Walt Disney Company, новую музыку к фильму сочинил Филип Карли. Отреставрированная версия ленты была представлена зрителям в кинотеатре англ. El Capitan Theatre в Голливуде в 2001 году.